# Fuck
Fuck은 직역하면 성교 행위를 가리키지만, 주로 의미를 강조하거나 불쾌한 상황에 많이 쓰이며, 일반적으로는 불경스럽게 취급되는 영어 욕설이다. 욕설로 취급할 수도 있으나 어떠한 것을 강조하거나 부정적으로 묘사하는 데 사용되기도 한다.
전세계적으로 통용되는 낱말이며, 보통 비난과 공격의 목적으로 사용되지만 친한 사람끼리나 특정 상황에서는 공격성이 낮은, 더러는 친밀한 의미로 흔히 쓰이는게 있다.

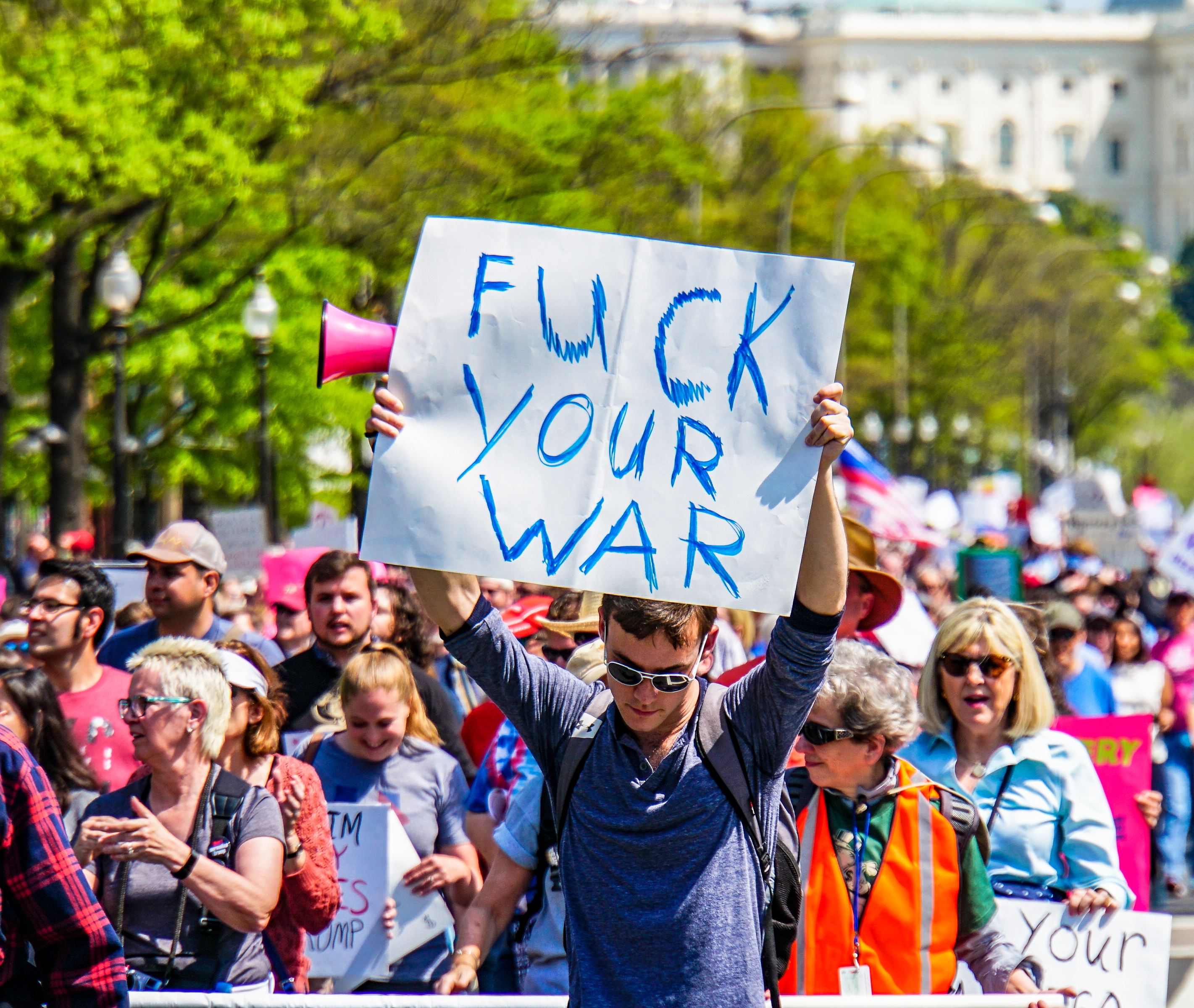
"Fuck"이라는 단어를 사용한 시위자의 플래카드

## 공격성
Fuck이라는 낱말은 사회 환경에서 역겨운 것으로 간주할 수 있지만 비공식적인 환경에서 일상화되어 있기도 하다.
Fuck You라고 말하면서 중지를 치켜세우는 경우가 많지만, 굳이 말을 하지 않고 가운뎃 손가락을 올리는 경우도 있다. 또한 가운뎃 손가락을 치켜세우는 행동은, 손바닥을 보이면 Fuck의 의미가 아니지만 손등을 보이면 Fuck이다.
비영어권 문화에서는 이 낱말을 비속어로 여길 수 있으나 일반적으로 영어권 문화에서는 그리 자주 검열되지는 않는다. Canadian Press에서는 이 낱말이 일상화되어 있다고 적혀 있으며 Canadian Press Caps와 Spelling guide에 사용할 때, 조언을 곁들여놓고 있다.

## 역사
최초 기록으로 남아있는 Fuck라는 용어는 1475년 즈음의 Flen flyys라는 작품에서 성교의 뜻을 지닌 동사로 사용되었다.
영국의 시인 윌리엄 던바의 1503년작 "Brash of Wowing"에는 다음과 같은 문장이 있다. "Yit be his feiris he wald haue fukkit: / Ye brek my hairt, my bony ane"
1598년, 존 플로리오가 편찬한 이탈리아어-영어 사전인 "A Worlde of Wordes"에서는 이 단어에 대해 다음과 같이 정의했다.
- Fottere: To jape, to sard, to fucke, to swive, to occupy.

이 가운데 occupy와 jape는 아직까지 동사로 살아있지만 불경스러운 뜻은 거의 포함하지 않고 있으며 'sard'는 성교를 뜻하는 고대 영어 동사 'seordan'에서 파생된 것이다.
1775년 편찬된 영어사전인 "A New and Complete Dictionary"에 여러 정의를 포함하여 이 용어가 등장하긴 했지만 fuck라는 용어는 1795년부터 1965년까지 사전에 대중적으로 기재되지 않았다. 1972년에야 옥스포드 영어사전에 Cunt라는 단어와 함께 더불어 처음 등장하기 시작하였다.
인터넷에서 WTF (What the fuck), STFU (shut the fuck up), OMFG (Oh My Fucking God), LMFAO (Laughing my fucking ass off) 등의 줄임말도 흔히 사용된다.

## 이차적 의미
다른 욕설과 금기시되는 낱말과 같이 Fuck는 '성교하다'라는 본래 뜻으로만 쓰이는 것은 아니다. 화자의 주관적인 감정을 강하게 하려는 강조 표현에 이용된다. (꼭 부정적인 뜻으로만 쓰이는 것이 아니다. 이를테면 "fucking good"는 "very good"를 저속하게 말하는 것과 같다.) Practical English Usage 책에 따르면 다음의 문장으로 이 낱말의 두 가지 뜻을 분명하게 나타낸다.
Why are you fucking on my bed?
What are you fucking doing on my bed?
첫 번째 문장은 "왜 넌 내 침대에서 성교를 하고 있지?"라는 뜻인 반면 두 번째 문장은 "내 침대에서 씨발 뭐하고 있냐?"를 비롯한 뜻. 두 번째 문장의 이용이 첫 번째보다 더 일반적이다. 그 밖에 받아들일 수 있는 다른 일상화된 표현으로는 다음과 같다.
What the fuck are you doing on my bed?
"Fuck you"라는 뜻은 분노를 표출하는 속된 표현이며 "(차라리) 나가서 아무하고나 성교하라" 같은 어원풀이가 된다. 이 밖에도 'fuck'는 다른 부정의 뜻으로도 쓰인다.

## 발음과 쓰임
대한민국에서 사용하는 한국어로 번역하면 '씨발'이라는 표현이다. 대한민국에서는 영어와 달리 Fuck으로만 쓰이는 경우는 극히 드물며 공식적으로 표준국어대사전에 등재된 표현도 아니다. 공식적인 한글 표기도 정해지지 않았다. 대신 ‘Fuck you’를 음차하여 퍽큐, 뻑큐, 뻐큐, 법규 등으로 부르는 것이 일반적이다. 약한 표현으로는 ‘엿 먹어’를 사용하며, 인터넷 문화에서는 'ㅗ,凸', '昌', '山'과 그에 따른 변형 이모티콘이나, 특수 문자가 쓰인다.

## 파생어

### 마더퍼커
마더퍼커(Motherfucker)는 Fuck과 비슷한 의미로 쓰이는 영어의 욕설이다. 성교한다는 뜻은 아니지만 망할 놈, 후레자식 등의 뜻을 가지고 있다. 킷마더 (fucked mother)라고도 한다.

### 왓더퍽
왓더퍽(What The Fuck, 줄여서 WTF)은 Fuck과 비슷한 의미로 쓰이는 영어의 욕설로 해석된다. 하지만 감탄사로 쓰일 때도 있어, 좀 더 좋게 순화시키면 은어로 '개쩐다'의 뜻으로 해석될 수 있다. 줄여서 WTF라고 하며, 소셜 네트워크 서비스(SNS) 트위터 상에서 쓰이는 경우를 심심찮게 볼 수 있다. "세계태권도연맹"도 원래 약자가 WTF이였는데 이같은 오해의 소지가 생기자 WT로 변경하였다.

## 같이 보기
- 가운뎃손가락
- 가운뎃손가락 (제스처)
- Fuck You
- Motherfucker
- Fucking
- 욕설
- 성관계